# 李一公
李一公（1583年—1644年），字闇生，號心石，直隸太平府繁昌縣人，明朝政治人物。

## 生平
萬曆三十四年（1606年）丙午科應天府鄉試第一百名舉人，萬曆三十八年庚戌科會試一百十六名，廷试三甲七十二名進士。吏部觀政，授行人司行人，任壬子科順天鄉試同考官，九月奉命往崇府典丧，十二月因顺天科考贿买案被弹劾，被降职。
天启中累升四川成都府知府，六年（1626年）閏六月升为本省副使，管驿传道。崇禎元年（1628年），升為本省參政。天性義侠，歲入俸資半以周諸父昆弟之急，而居乡恭谨，不以軒冕上人。時門下士多南顯官，一公片紙無所請託，人服其介。年六十卒，入祀鄉賢。

## 家族
曾祖李煇；祖李圭，蒲圻县训导；父李世組，杭州府宁海衛教授；母吳氏。慈侍下。兄一介；一念；一會；一侖；李一卷（广安州同）；李一命（选贡、温州通判）；李一令（恩贡、瓊山知县）；一回。從弟李一獻（癸卯亞魁）；一魁；一賢。